# Груповий етап Ліги чемпіонів УЄФА 2009—2010
Матчі групового етапу Ліги чемпіонів УЄФА 2009—2010 проходили з 15 вересня по 9 грудня 2009 року. Жеребкування відбулося 27 серпня в Монако.

## Структура розподілу
Розподіл команд на групи проводився за коефіцієнтами УЄФА: до першого кошика потрапили команди під номерами 1—8, другого кошика команди з рейтингом 10—28, третього 28—64, і у четвертому команди з рейтингом 64—190 та без рейтинга.
Команди з одного кошика та з однієї асоціації не можуть грати в одній групі. Клуби з однієї асоціації проводитимуть матчі у різні дні: або вівторок, або середа. 
| Місце | Команда           | Коефіцієнт | Кошик |
| ----- | ----------------- | ---------- | ----- |
| 1     | Барселона         | 121.853    | 1     |
| 2     | Челсі             | 118.899    | 1     |
| 2     | Ліверпуль         | 118.899    | 1     |
| 4     | Манчестер Юнайтед | 111.899    | 1     |
| 5     | Мілан             | 110.582    | 1     |
| 6     | Арсенал           | 106.899    | 1     |
| 7     | Севілья           | 100.853    | 1     |
| 8     | Баварія           | 98.339     | 1     |
| 10    | Ліон              | 91.033     | 2     |
| 11    | Інтер             | 87.582     | 2     |
| 13    | Реал Мадрид       | 78.853     | 2     |
| 17    | ЦСКА Москва       | 71.525     | 2     |
| 19    | Порту             | 68.292     | 2     |
| 22    | АЗ                | 64.826     | 2     |
| 24    | Ювентус           | 63.582     | 2     |
| 28    | Рейнджерс         | 56.575     | 2     |
| 34    | Олімпіакос        | 52.633     | 3     |
| 39    | Марсель           | 48.033     | 3     |
| 41    | Динамо Київ       | 46.370     | 3     |
| 43    | Штутгарт          | 45.339     | 3     |
| 44    | Фіорентіна        | 42.582     | 3     |
| 45    | Атлетіко Мадрид   | 41.853     | 3     |
| 49    | Бордо             | 40.033     | 3     |
| 64    | Бешикташ          | 32.445     | 3     |
| 97    | Вольфсбург        | 21.339     | 4     |
| 98    | Стандард          | 21.065     | 4     |
| 106   | Маккабі Хайфа     | 17.050     | 4     |
| 116   | Цюрих             | 14.050     | 4     |
|       | Рубін             | 9.525      | 4     |
| 157   | Уніря             | 8.781      | 4     |
| 190   | АПОЕЛ             | 4.016      | 4     |
|       | Дебрецен          | 1.633      | 4     |

## Критерії виходу при однаковій кількості очок
На основі абзацу 4.05 правил УЄФА поточного сезону, якщо дві або більше команд здобудуть рівну кількість очок в змаганнях на груповій стадії, для визначення тих, хто просувається далі, будуть застосовані такі критерії:
1. більша кількість очок, здобутих в матчах між цими командами;
2. краща різниця м'ячів в матчах між цими командами;
3. більша кількість м'ячів, забитих на виїзді в матчах між цими командами;
4. краща різниця м'ячів в усіх матчах групової стадії;
5. більша кількість м'ячів, забитих в усіх матчах;
6. більший коефіцієнт клубу і його асоціації за останні п'ять сезонів.

## Групи
| Легенда                                                                      |
| ---------------------------------------------------------------------------- |
| Команди, що пройшли до плей-оф позначені жирним шрифтом                      |
| Команди, що пройшли до Ліги Європи позначені жирним курсивом                 |
| Команди, що вибули з подальшої боротьби в цьому сезоні позначаються курсивом |

Час центральноєвропейський (UTC+1)

### Група A
| М  | Команда       | І | В | Н | П | МЗ | МП | РМ | О  |
| -- | ------------- | - | - | - | - | -- | -- | -- | -- |
| 1. | ' Бордо'      | 6 | 5 | 1 | 0 | 9  | 2  | +7 | 16 |
| 2. | ' Баварія'    | 6 | 3 | 1 | 2 | 9  | 5  | +4 | 10 |
| 3. | Ювентус'''    | 6 | 2 | 2 | 2 | 4  | 7  | −3 | 8  |
| 4. | Маккабі Хайфа | 6 | 0 | 0 | 6 | 0  | 8  | −8 | 0  |

| 15 вересня 2009 20:45 |

| Ювентус     | 1:1      | Бордо      |
| ----------- | -------- | ---------- |
| Яквінта 63' | Протокол | Плашіл 75' |

| Стадіо Олімпіко, Турин1 Глядачів: 17 513 Арбітр: Том-Хеннінг Евребе (Норвегія) |

| 15 вересня 2009 20:45 |

| Маккабі Хайфа | 0:3      | Баварія                        |
| ------------- | -------- | ------------------------------ |
|               | Протокол | ван Буйтен 64' Мюллер 85', 88' |

| Стадіон Рамат-Ґан, Рамат-Ґан 2 Глядачів: 38 789 Арбітр: Дамир Скомина (Словенія) |

| 30 вересня 2009 20:45 |

| Баварія | 0:0      | Ювентус |
| ------- | -------- | ------- |
|         | Протокол |         |

| Альянц Арена, Мюнхен Глядачів: 66 000 Арбітр: Говард Вебб (Англія) |

| 30 вересня 2009 20:45 |

| Бордо     | 1:0      | Маккабі Хайфа |
| --------- | -------- | ------------- |
| Сьяні 83' | Протокол |               |

| Стад Шабан-Дельма, Бордо Глядачів: 28 748 Арбітр: Ерік Брамхар (Нідерланди) |

| 21 жовтня 2009 20:45 |

| Бордо               | 2:1      | Баварія       |
| ------------------- | -------- | ------------- |
| Сьяні 27' Планю 40' | Протокол | Сьяні 6' (аг) |

| Стад Шабан-Дельма, Бордо Глядачів: 31,321 Арбітр: Тер'є Хауге (Норвегія) |

| 21 жовтня 2009 20:45 |

| Ювентус      | 1:0      | Маккабі Хайфа |
| ------------ | -------- | ------------- |
| К'єлліні 47' | Протокол |               |

| Стадіо Олімпіко, Турин1 Глядачів: 21 303 Арбітр: Олегаріу Бенкеренса (Португалія) |

| 3 листопада 2009 20:45 |

| Баварія | 0:2      | Бордо                 |
| ------- | -------- | --------------------- |
|         | Протокол | Гуркюфф 37' Шамах 90' |

| Альянц Арена, Мюнхен Глядачів: 66 000 Арбітр: Педру Проенса (Португалія) |

| 3 листопада 2009 20:45 |

| Маккабі Хайфа | 0:1      | Ювентус          |
| ------------- | -------- | ---------------- |
|               | Протокол | Каморанезі 45+2' |

| Стадіон Рамат-Ґан, Рамат-Ґан 2 Глядачів: 39 120 Арбітр: Тер'є Хауге (Норвегія) |

| 25 листопада 2009 20:45 |

| Бордо                    | 2:0      | Ювентус |
| ------------------------ | -------- | ------- |
| Фернандо 54' Шамах 90+4' | Протокол |         |

| Стад Шабан-Дельма, Бордо Глядачів: 32 195 Арбітр: Едуардо Ітуральде Гонсалес (Іспанія) |

| 25 листопада 2009 20:45 |

| Баварія  | 1:0      | Маккабі Хайфа |
| -------- | -------- | ------------- |
| Оліч 62' | Протокол |               |

| Альянц Арена, Мюнхен Глядачів: 58 000 Арбітр: Крейг Томсон (Шотландія) |

| 8 грудня 2009 20:45 |

| Ювентус     | 1:4      | Баварія                                          |
| ----------- | -------- | ------------------------------------------------ |
| Трезеге 19' | Протокол | Бутт 30' (пен.) Оліч 52' Гомес 83' Тимощук 90+2' |

| Стадіо Олімпіко, Турин1 Глядачів: 27 801 Арбітр: Массімо Бузакка (Швейцарія) |

| 8 грудня 2009 20:45 |

| Маккабі Хайфа | 0:1      | Бордо      |
| ------------- | -------- | ---------- |
|               | Протокол | Жюссьє 13' |

| Стадіон Рамат-Ґан, Рамат-Ґан 2 Глядачів: 25 800 Арбітр: Йонас Ерікссон (Швеція) |

### Група B
| М  | Команда              | І | В | Н | П | МЗ | МП | РМ | О  |
| -- | -------------------- | - | - | - | - | -- | -- | -- | -- |
| 1. | ' Манчестер Юнайтед' | 6 | 4 | 1 | 1 | 10 | 6  | +4 | 13 |
| 2. | ' ЦСКА Москва'       | 6 | 3 | 1 | 2 | 10 | 10 | 0  | 10 |
| 3. | Вольфсбург'''        | 6 | 2 | 1 | 3 | 9  | 8  | +1 | 7  |
| 4. | Бешикташ             | 6 | 1 | 1 | 4 | 3  | 8  | −5 | 4  |

| 15 вересня 2009 20:45 |

| Вольфсбург                   | 3:1      | ЦСКА Москва |
| ---------------------------- | -------- | ----------- |
| Графіте 36', 41' (пен.), 87' | Протокол | Дзагоєв 76' |

| Фольксваген Арена, Вольфсбург Глядачів: 25 017 Арбітр: Стефан Ланнуа (Франція) |

| 15 вересня 2009 20:45 |

| Бешикташ | 0:1      | Манчестер Юнайтед |
| -------- | -------- | ----------------- |
|          | Протокол | Скоулз 77'        |

| Іньоню, Стамбул Глядачів: 26 448 Арбітр: Нікола Ріццолі (Італія) |

| 30 вересня 2009 20:45 |

| Манчестер Юнайтед    | 2:1      | Вольфсбург |
| -------------------- | -------- | ---------- |
| Гіггз 59' Каррік 78' | Протокол | Джеко 56'  |

| Олд Траффорд, Манчестер Глядачів: 74 037 Арбітр: Віктор Кашшаї (Угорщина) |

| 30 вересня 2009 20:45 |

| ЦСКА Москва           | 2:1      | Бешикташ  |
| --------------------- | -------- | --------- |
| Дзагоєв 7' Красич 61' | Протокол | Даг 90+2' |

| Лужники, Москва Глядачів: 19 750 Арбітр: Мануель Мехуто Гонсалес (Іспанія) |

| 21 жовтня 2009 20:45 |

| ЦСКА Москва | 0:1      | Манчестер Юнайтед |
| ----------- | -------- | ----------------- |
|             | Протокол | Валенсія 86'      |

| Лужники, Москва Глядачів: 51 250 Арбітр: Клаус Бо Ларсен (Данія) |

| 21 жовтня 2009 20:45 |

| Вольфсбург | 0:0      | Бешикташ |
| ---------- | -------- | -------- |
|            | Протокол |          |

| Фольксваген Арена, Вольфсбург Глядачів: 25 778 Арбітр: Роберто Розетті (Італія) |

| 3 листопада 2009 20:45 |

| Манчестер Юнайтед                  | 3:3      | ЦСКА Москва                            |
| ---------------------------------- | -------- | -------------------------------------- |
| Оуен 29' Скоулз 84' Валенсія 90+2' | Протокол | Дзагоєв 25' Красич 31' Березуцький 47' |

| Олд Траффорд, Манчестер Глядачів: 73 718 Арбітр: Олегаріу Бенкеренса (Португалія) |

| 3 листопада 2009 20:45 |

| Бешикташ | 0:3      | Вольфсбург                          |
| -------- | -------- | ----------------------------------- |
|          | Протокол | Місімович 14' Гентнер 80' Джеко 87' |

| Іньоню, Стамбул Глядачів: 18 116 Арбітр: Альберто Ундіано Мальєнко (Іспанія) |

| 25 листопада 2009 20:45 |

| ЦСКА Москва          | 2:1      | Вольфсбург |
| -------------------- | -------- | ---------- |
| Нецид 58' Красич 66' | Протокол | Джеко 19'  |

| Лужники, Москва Глядачів: 13 478 Арбітр: Нікола Ріццолі (Італія) |

| 25 листопада 2009 20:45 |

| Манчестер Юнайтед | 0:1      | Бешикташ  |
| ----------------- | -------- | --------- |
|                   | Протокол | Тельо 20' |

| Олд Траффорд, Манчестер Глядачів: 74 242 Арбітр: Стефан Ланнуа (Франція) |

| 8 грудня 2009 20:45 |

| Вольфсбург | 1:3      | Манчестер Юнайтед    |
| ---------- | -------- | -------------------- |
| Джеко 56'  | Протокол | Оуен 44', 83', 90+1' |

| Фольксваген Арена, Вольфсбург Глядачів: 26 490 Арбітр: Бйорн Кейперс (Нідерланди) |

| 8 грудня 2009 20:45 |

| Бешикташ | 1:2      | ЦСКА Москва              |
| -------- | -------- | ------------------------ |
| Бобо 86' | Протокол | Красич 41' Алдонін 90+5' |

| Іньоню, Стамбул Глядачів: 16 129 Арбітр: Мартін Ганссон (Швеція) |

### Група C
| М  | Команда        | І | В | Н | П | МЗ | МП | РМ | О  |
| -- | -------------- | - | - | - | - | -- | -- | -- | -- |
| 1. | ' Реал Мадрид' | 6 | 4 | 1 | 1 | 15 | 7  | +8 | 13 |
| 2. | ' Мілан'       | 6 | 2 | 3 | 1 | 8  | 7  | +1 | 9  |
| 3. | Марсель'''     | 6 | 2 | 1 | 3 | 10 | 10 | 0  | 7  |
| 4. | Цюрих          | 6 | 1 | 1 | 4 | 5  | 14 | −9 | 4  |

| 15 вересня 2009 20:45 |

| Цюрих                            | 2:5      | Реал Мадрид                                        |
| -------------------------------- | -------- | -------------------------------------------------- |
| Маргайрас 64' (пен.) Егертер 65' | Протокол | Роналду 27', 89' Рауль 34' Ігуаїн 45+1' Гуті 90+4' |

| Летцигрунд, Цюрих Глядачів: 24 424 Арбітр: Мартін Аткінсон (Англія) |

| 15 вересня 2009 20:45 |

| Марсель    | 1:2      | Мілан            |
| ---------- | -------- | ---------------- |
| Хайнце 49' | Протокол | Індзагі 28', 74' |

| Велодром, Марсель Глядачів: 55 434 Арбітр: Клаус Бо Ларсен (Данія) |

| 30 вересня 2009 20:45 |

| Мілан | 0:1      | Цюрих       |
| ----- | -------- | ----------- |
|       | Протокол | Тіхінен 10' |

| Сан-Сіро, Мілан Глядачів: 32 439 Арбітр: Флоріан Маєр (Німеччина) |

| 30 вересня 2009 20:45 |

| Реал Мадрид                      | 3:0      | Марсель |
| -------------------------------- | -------- | ------- |
| Роналду 58', 64' Кака 61' (пен.) | Протокол |         |

| Сантьяго Бернабеу, Мадрид Глядачів: 67 244 Арбітр: Мартін Ганссон (Швеція) |

| 21 жовтня 2009 20:45 |

| Реал Мадрид          | 2:3      | Мілан                   |
| -------------------- | -------- | ----------------------- |
| Рауль 19' Дренте 76' | Протокол | Пірло 62' Пато 66', 88' |

| Сантьяго Бернабеу, Мадрид Глядачів: 71 569 Арбітр: Франк де Блекере (Бельгія) |

| 21 жовтня 2009 20:45 |

| Цюрих | 0:1 | Марсель    |
| ----- | --- | ---------- |
|       |     | Хайнце 69' |

| Летцигрунд, Цюрих Глядачів: 22 300 Арбітр: Дамир Скомина (Словенія) |

| 3 листопада 2009 20:45 |

| Мілан                 | 1:1      | Реал Мадрид |
| --------------------- | -------- | ----------- |
| Роналдіньо 35' (пен.) | Протокол | Бензема 29' |

| Сан-Сіро, Мілан Глядачів: 75 092 Арбітр: Фелікс Бріх (Німеччина) |

| 3 листопада 2009 20:45 |

| Марсель                                                                | 6:1      | Цюрих       |
| ---------------------------------------------------------------------- | -------- | ----------- |
| Егертер 3' (аг) Абріель 11' Ньянг 51' Хілтон 80' Шейру 87' Брандау 90' | Протокол | Альфонс 31' |

| Велодром, Марсель Глядачів: 56 282 Арбітр: Крейг Томсон (Шотландія) |

| 25 листопада 2009 20:45 |

| Реал Мадрид | 1:0      | Цюрих |
| ----------- | -------- | ----- |
| Ігуаїн 21'  | Протокол |       |

| Сантьяго Бернабеу, Мадрид Глядачів: 67 867 Арбітр: Ален Хамер (Люксембург) |

| 25 листопада 2009 20:45 |

| Мілан         | 1:1      | Марсель  |
| ------------- | -------- | -------- |
| Боррієлло 10' | Протокол | Лучо 16' |

| Сан-Сіро, Мілан Глядачів: 49 063 Арбітр: Говард Вебб (Англія) |

| 8 грудня 2009 20:45 |

| Цюрих    | 1:1      | Мілан                 |
| -------- | -------- | --------------------- |
| Гаїч 29' | Протокол | Роналдіньо 64' (пен.) |

| Летцигрунд, Цюрих Глядачів: 24 100 Арбітр: Педру Проенса (Португалія) |

| 8 грудня 2009 20:45 |

| Марсель  | 1:3      | Реал Мадрид                  |
| -------- | -------- | ---------------------------- |
| Лучо 11' | Протокол | Роналду 5', 80' Альбіоль 60' |

| Велодром, Марсель Глядачів: 55 722 Арбітр: Вольфганг Штарк (Німеччина) |

### Група D
| М  | Команда            | І | В | Н | П | МЗ | МП | РМ | О  |
| -- | ------------------ | - | - | - | - | -- | -- | -- | -- |
| 1. | ' Челсі'           | 6 | 4 | 2 | 0 | 11 | 4  | +7 | 14 |
| 2. | ' Порту'           | 6 | 4 | 0 | 2 | 8  | 3  | +5 | 12 |
| 3. | Атлетіко Мадрид''' | 6 | 0 | 3 | 3 | 3  | 12 | −9 | 3  |
| 4. | АПОЕЛ              | 6 | 0 | 3 | 3 | 4  | 7  | −3 | 3  |

| 15 вересня 2009 20:45 |

| Челсі       | 1:0      | Порту |
| ----------- | -------- | ----- |
| Анелька 48' | Протокол |       |

| Стемфорд Бридж, Лондон Глядачів: 39 436 Арбітр: Конрад Плауц (Австрія) |

| 15 вересня 2009 20:45 |

| Атлетіко Мадрид | 0:0      | АПОЕЛ |
| --------------- | -------- | ----- |
|                 | Протокол |       |

| Вінсенте Кальдерон, Мадрид Глядачів: 30 628 Арбітр: Крейг Томсон (Шотландія) |

| 30 вересня 2009 20:45 |

| АПОЕЛ | 0:1      | Челсі       |
| ----- | -------- | ----------- |
|       | Протокол | Анелька 18' |

| ГСП, Нікосія Глядачів: 21 657 Арбітр: Бертран Лаєк (Франція) |

| 30 вересня 2009 20:45 |

| Порту                   | 2:0      | Атлетіко Мадрид |
| ----------------------- | -------- | --------------- |
| Фалькао 75' Роланду 82' | Протокол |                 |

| Драгау, Порту Глядачів: 37 609 Арбітр: Нікола Ріццолі (Італія) |

| 21 жовтня 2009 20:45 |

| Порту                | 2:1      | АПОЕЛ                    |
| -------------------- | -------- | ------------------------ |
| Халк 33', 48' (пен.) | Протокол | Альваро Перейра 22' (аг) |

| Драгау, Порту Глядачів: 31 212 Арбітр: Фелікс Бріх (Німеччина) |

| 21 жовтня 2009 20:45 |

| Челсі                                      | 4:0      | Атлетіко Мадрид |
| ------------------------------------------ | -------- | --------------- |
| Калу 41', 52' Лемпард 69' Переа 90+1' (аг) | Протокол |                 |

| Стемфорд Бридж, Лондон Глядачів: 39 997 Арбітр: Флоріан Маєр (Німеччина) |

| 3 листопада 2009 20:45 |

| АПОЕЛ | 0:1      | Порту       |
| ----- | -------- | ----------- |
|       | Протокол | Фалькао 84' |

| ГСП, Нікосія Глядачів: 20 825 Арбітр: Дамир Скомина (Словенія) |

| 3 листопада 2009 20:45 |

| Атлетіко Мадрид   | 2:2      | Челсі           |
| ----------------- | -------- | --------------- |
| Агуеро 66', 90+1' | Протокол | Дрогба 82', 88' |

| Вінсенте Кальдерон, Мадрид Глядачів: 36 284 Арбітр: Бйорн Кейперс (Нідерланди) |

| 25 листопада 2009 20:45 |

| Порту | 0:1      | Челсі       |
| ----- | -------- | ----------- |
|       | Протокол | Анелька 69' |

| Драгау, Порту Глядачів: 38 410 Арбітр: Йонас Ерікссон (Швеція) |

| 25 листопада 2009 20:45 |

| АПОЕЛ           | 1:1      | Атлетіко Мадрид |
| --------------- | -------- | --------------- |
| Міросавлевич 5' | Протокол | Сімао 62'       |

| ГСП, Нікосія Глядачів: 21 178 Арбітр: Франк де Блекере (Бельгія) |

| 8 грудня 2009 20:45 |

| Челсі                 | 2:2      | АПОЕЛ                        |
| --------------------- | -------- | ---------------------------- |
| Ессьєн 19' Дрогба 26' | Протокол | Жевлаков 6' Міросавлевич 87' |

| Стемфорд Бридж, Лондон Глядачів: 40 917 Арбітр: Маттео Трефолоні (Італія) |

| 8 грудня 2009 20:45 |

| Атлетіко Мадрид | 0:3      | Порту                               |
| --------------- | -------- | ----------------------------------- |
|                 | Протокол | Бруну Алвеш 2' Фалькао 14' Халк 76' |

| Вінсенте Кальдерон, Мадрид Глядачів: 24 603 Арбітр: Стефан Ланнуа (Франція) |

### Група E
| М  | Команда       | І | В | Н | П | МЗ | МП | РМ  | О  |
| -- | ------------- | - | - | - | - | -- | -- | --- | -- |
| 1. | ' Фіорентіна' | 6 | 5 | 0 | 1 | 14 | 7  | +7  | 15 |
| 2. | ' Ліон'       | 6 | 4 | 1 | 1 | 12 | 3  | +9  | 13 |
| 3. | Ліверпуль'''  | 6 | 2 | 1 | 3 | 5  | 7  | −2  | 7  |
| 4. | Дебрецен      | 6 | 0 | 0 | 6 | 5  | 19 | −14 | 0  |

| 16 вересня 2009 20:45 |

| Ліверпуль  | 1:0      | Дебрецен |
| ---------- | -------- | -------- |
| Кейт 45+1' | Протокол |          |

| Енфілд, Ліверпуль Глядачів: 41 591 Арбітр: Педру Проенса (Португалія) |

| 16 вересня 2009 20:45 |

| Ліон       | 1:0      | Фіорентіна |
| ---------- | -------- | ---------- |
| П'янич 76' | Протокол |            |

| Стад де Жерлан, Ліон Глядачів: 37 169 Арбітр: Пітер Вінк (Нідерланди) |

| 29 вересня 2009 20:45 |

| Фіорентіна       | 2:0      | Ліверпуль |
| ---------------- | -------- | --------- |
| Йоветич 28', 37' | Протокол |           |

| Артеміо Франкі, Флоренція Глядачів: 33 426 Арбітр: Фелікс Брих (Німеччина) |

| 29 вересня 2009 20:45 |

| Дебрецен | 0:4      | Ліон                                        |
| -------- | -------- | ------------------------------------------- |
|          | Протокол | Челльстрем 3' П'янич 13' Гову 24' Гоміс 51' |

| Ференц Пушкаш, Будапешт3 Глядачів: 41 600 Арбітр: Том-Хеннінг Евребе (Норвегія) |

| 20 жовтня 2009 20:45 |

| Дебрецен                              | 3:4      | Фіорентіна                              |
| ------------------------------------- | -------- | --------------------------------------- |
| Цвіткович 2' Рудольф 28' Кулібалі 88' | Протокол | Муту 6', 20' Джилардіно 10' Сантана 37' |

| Ференц Пушкаш, Будапешт3 Глядачів: 41 500 Арбітр: Крейг Томсон (Шотландія) |

| 20 жовтня 2009 20:45 |

| Ліверпуль  | 1:2      | Ліон                       |
| ---------- | -------- | -------------------------- |
| Бенаюн 41' | Протокол | Гоналон 72' Дельгадо 90+1' |

| Енфілд, Ліверпуль Глядачів: 41 562 Арбітр: Альберто Ундіано Мальєнко (Іспанія) |

| 4 листопада 2009 20:45 |

| Фіорентіна                                                       | 5:2      | Дебрецен                 |
| ---------------------------------------------------------------- | -------- | ------------------------ |
| Муту 14' Дайнеллі 52' Монтоліво 59' Маркьонні 61' Джилардіно 74' | Протокол | Рудольф 38' Кулібалі 70' |

| Артеміо Франкі, Флоренція Глядачів: 19 676 Арбітр: Мануель Мехуто Гонсалес (Іспанія) |

| 4 листопада 2009 20:45 |

| Ліон         | 1:1      | Ліверпуль |
| ------------ | -------- | --------- |
| Лісандро 90' | Протокол | Бабел 83' |

| Стад де Жерлан, Ліон Глядачів: 39 180 Арбітр: Франк де Блекере (Бельгія) |

| 24 листопада 2009 20:45 |

| Дебрецен | 0:1      | Ліверпуль |
| -------- | -------- | --------- |
|          | Протокол | Нгог 4'   |

| Ференц Пушкаш, Будапешт3 Глядачів: 41 500 Арбітр: Бйорн Кейперс (Нідерланди) |

| 24 листопада 2009 20:45 |

| Фіорентіна        | 1:0      | Ліон |
| ----------------- | -------- | ---- |
| Варгас 28' (пен.) | Протокол |      |

| Артеміо Франкі, Флоренція Глядачів: 34 301 Арбітр: Олегаріу Бенкеренса (Португалія) |

| 9 грудня 2009 20:45 |

| Ліверпуль  | 1:2      | Фіорентіна                     |
| ---------- | -------- | ------------------------------ |
| Бенаюн 43' | Протокол | Йоргенсен 63' Джилардіно 90+2' |

| Енфілд, Ліверпуль Глядачів: 40 863 Арбітр: Дамир Скомина (Словенія) |

| 9 грудня 2009 20:45 |

| Ліон                                        | 4:0      | Дебрецен |
| ------------------------------------------- | -------- | -------- |
| Гоміс 25' Бастос 45' П'янич 59' Сіссохо 76' | Протокол |          |

| Стад де Жерлан, Ліон Глядачів: 36 884 Арбітр: Флоріан Маєр (Німеччина) |

3 Дебрецен проводив домашні матчі групового етапу на стадіоні Ференц Пушкаш, Будапешт, оскільки домашня арена Олах Габор Ут не відповідала вимогам УЄФА.

### Група F
| М  | Команда           | І | В | Н | П | МЗ | МП | РМ | О  |
| -- | ----------------- | - | - | - | - | -- | -- | -- | -- |
| 1. | ' Барселона'      | 6 | 3 | 2 | 1 | 7  | 3  | +4 | 11 |
| 2. | ' Інтернаціонале' | 6 | 2 | 3 | 1 | 7  | 6  | +1 | 9  |
| 3. | Рубін'''          | 6 | 1 | 3 | 2 | 4  | 7  | −3 | 6  |
| 4. | Динамо Київ       | 6 | 1 | 2 | 3 | 7  | 9  | −2 | 5  |

| 16 вересня 2009 20:45 |

| Інтер | 0:0      | Барселона |
| ----- | -------- | --------- |
|       | Протокол |           |

| Сан-Сіро, Мілан Глядачів: 77 321 Арбітр: Вольфганг Штарк (Німеччина) |

| 16 вересня 2009 20:45 |

| Динамо Київ                    | 3:1      | Рубін        |
| ------------------------------ | -------- | ------------ |
| Юссуф 71' Маграо 79' Гусєв 85' | Протокол | Домінгес 25' |

| Стадіон «Динамо», Київ Глядачів: 15 000 Арбітр: Ален Хамер (Люксембург) |

| 29 вересня 2009 20:45 |

| Рубін        | 1:1      | Інтер         |
| ------------ | -------- | ------------- |
| Домінгес 11' | Протокол | Станковіч 27' |

| Центральний, Казань Глядачів: 23 670 Арбітр: Тер'є Хауге (Норвегія) |

| 29 вересня 2009 20:45 |

| Барселона           | 2:0      | Динамо Київ |
| ------------------- | -------- | ----------- |
| Мессі 26' Педро 76' | Протокол |             |

| Камп Ноу, Барселона Глядачів: 68 221 Арбітр: Бйорн Кейперс (Нідерланди) |

| 20 жовтня 2009 20:45 |

| Барселона       | 1:2      | Рубін                     |
| --------------- | -------- | ------------------------- |
| Ібрагімовіч 48' | Протокол | Рязанцев 2' Караденіз 73' |

| Камп Ноу, Барселона Глядачів: 55 930 Арбітр: Лоран Дюамель (Франція) |

| 20 жовтня 2009 20:45 |

| Інтер                     | 2:2      | Динамо Київ               |
| ------------------------- | -------- | ------------------------- |
| Станковіч 35' Самуель 47' | Протокол | Михалик 5' Лусіо 40' (аг) |

| Сан-Сіро, Мілан Глядачів: 34 721 Арбітр: Мартін Аткінсон (Англія) |

| 4 листопада 2009 20:45 |

| Рубін | 0:0      | Барселона |
| ----- | -------- | --------- |
|       | Протокол |           |

| Центральний, Казань Глядачів: 24 600 Арбітр: Конрад Плауц (Австрія) |

| 4 листопада 2009 20:45 |

| Динамо Київ  | 1:2      | Інтер                  |
| ------------ | -------- | ---------------------- |
| Шевченко 21' | Протокол | Міліто 86' Снейдер 89' |

| Стадіон «Динамо», Київ Глядачів: 15 900 Арбітр: Бертран Лаєк (Франція) |

| 24 листопада 2009 20:45 |

| Барселона          | 2:0      | Інтер |
| ------------------ | -------- | ----- |
| Піке 10' Педро 26' | Протокол |       |

| Камп Ноу, Барселона Глядачів: 93 524 Арбітр: Массімо Бузакка (Швейцарія) |

| 24 листопада 2009 20:45 |

| Рубін | 0:0      | Динамо Київ |
| ----- | -------- | ----------- |
|       | Протокол |             |

| Центральний, Казань Глядачів: 23 185 Арбітр: Фелікс Брих (Німеччина) |

| 9 грудня 2009 20:45 |

| Інтер                   | 2:0      | Рубін |
| ----------------------- | -------- | ----- |
| Ето'о 31' Балотеллі 64' | Протокол |       |

| Сан-Сіро, Мілан Глядачів: 49 539 Арбітр: Пітер Вінк (Нідерланди) |

| 9 грудня 2009 20:45 |

| Динамо Київ   | 1:2      | Барселона          |
| ------------- | -------- | ------------------ |
| Мілевський 2' | Протокол | Хаві 33' Мессі 86' |

| Стадіон «Динамо», Київ Глядачів: 16 300 Арбітр: Говард Уебб (Англія) |

### Група G
| М  | Команда     | І | В | Н | П | МЗ | МП | РМ | О  |
| -- | ----------- | - | - | - | - | -- | -- | -- | -- |
| 1. | ' Севілья'  | 6 | 4 | 1 | 1 | 11 | 4  | +7 | 13 |
| 2. | ' Штутгарт' | 6 | 2 | 3 | 1 | 9  | 7  | +2 | 9  |
| 3. | Уніря'''    | 6 | 2 | 2 | 2 | 8  | 8  | 0  | 8  |
| 4. | Рейнджерс   | 6 | 0 | 2 | 4 | 4  | 13 | −9 | 2  |

| 16 вересня 2009 20:45 |

| Штутгарт      | 1:1      | Рейнджерс   |
| ------------- | -------- | ----------- |
| Погребняк 18' | Протокол | Бугерра 77' |

| Мерседес-Бенц Арена, Штутгарт Глядачів: 39 000 Арбітр: Массімо Бузакка (Швейцарія) |

| 16 вересня 2009 20:45 |

| Севілья                       | 2:0      | Уніря |
| ----------------------------- | -------- | ----- |
| Луїс Фабіано 45+1' Ренато 70' | Протокол |       |

| Рамон Санчес Пісхуан, Севілья Глядачів: 37 500 Арбітр: Маттео Трефолоні (Італія) |

| 29 вересня 2009 20:45 |

| Уніря     | 1:1      | Штутгарт |
| --------- | -------- | -------- |
| Варга 48' | Протокол | Таші 5'  |

| Стяуа, Бухарест4 Глядачів: 13 557 Арбітр: Лоран Дюамель (Франція) |

| 29 вересня 2009 20:45 |

| Рейнджерс | 1:4      | Севілья                                           |
| --------- | -------- | ------------------------------------------------- |
| Ново 88'  | Протокол | Конко 50' Адріано 64' Луїс Фабіано 72' Кануте 74' |

| Айброкс, Глазго Глядачів: 40 572 Арбітр: Йонас Ерікссон (Швеція) |

| 20 жовтня 2009 20:45 |

| Рейнджерс      | 1:4      | Уніря                                                        |
| -------------- | -------- | ------------------------------------------------------------ |
| Вілана 2' (аг) | Протокол | Білашко 32' Лафферті 49' (аг) Маккаллох 59' (аг) Брандан 65' |

| Айброкс, Глазго Глядачів: 39 476 Арбітр: Ерік Брамхар (Нідерланди) |

| 20 жовтня 2009 20:45 |

| Штутгарт  | 1:3      | Севілья                     |
| --------- | -------- | --------------------------- |
| Елсон 74' | Протокол | Скіллачі 23', 72' Навас 55' |

| Мерседес-Бенц Арена, Штутгарт Глядачів: 37 000 Арбітр: Пітер Вінк (Нідерланди) |

| 4 листопада 2009 20:45 |

| Уніря       | 1:1      | Рейнджерс     |
| ----------- | -------- | ------------- |
| Онофраш 88' | Протокол | Маккаллох 79' |

| Стяуа, Бухарест4 Глядачів: 9 923 Арбітр: Клаус Бо Ларсен (Данія) |

| 4 листопада 2009 20:45 |

| Севілья   | 1:1      | Штутгарт       |
| --------- | -------- | -------------- |
| Навас 14' | Протокол | Кузманович 79' |

| Рамон Санчес Пісхуан, Севілья Глядачів: 32 669 Арбітр: Мартін Аткінсон (Англія) |

| 24 листопада 2009 20:45 |

| Рейнджерс | 0:2      | Штутгарт                |
| --------- | -------- | ----------------------- |
|           | Протокол | Руді 16' Кузманович 59' |

| Айброкс, Глазго Глядачів: 41 468 Арбітр: Роберто Розетті (Італія) |

| 24 листопада 2009 20:45 |

| Уніря                 | 1:0      | Севілья |
| --------------------- | -------- | ------- |
| Драгутінович 45' (аг) | Протокол |         |

| Стяуа, Бухарест4 Глядачів: 10 007 Арбітр: Том-Хеннінг Евребе (Норвегія) |

| 9 грудня 2009 20:45 |

| Штутгарт                        | 3:1      | Уніря      |
| ------------------------------- | -------- | ---------- |
| Маріка 5' Треш 8' Погребняк 11' | Протокол | Семеду 46' |

| Мерседес-Бенц Арена, Штутгарт Глядачів: 37 000 Арбітр: Віктор Кашшаї (Угорщина) |

| 9 грудня 2009 20:45 |

| Севілья          | 1:0      | Рейнджерс |
| ---------------- | -------- | --------- |
| Кануте 8' (пен.) | Протокол |           |

| Рамон Санчес Пісхуан, Севілья Глядачів: 31 560 Арбітр: Бертран Лаєк (Франція) |

4 Уніря проводив домашні матчі групового етапу на стадіоні  Стяуа в  Бухаресті оскільки домашня арена клубу Тінеретулуй не відповідала вимогам УЄФА.

### Група H
| М  | Команда       | І | В | Н | П | МЗ | МП | РМ | О  |
| -- | ------------- | - | - | - | - | -- | -- | -- | -- |
| 1. | ' Арсенал'    | 6 | 4 | 1 | 1 | 12 | 5  | +7 | 13 |
| 2. | ' Олімпіакос' | 6 | 3 | 1 | 2 | 4  | 5  | −1 | 10 |
| 3. | Стандард'''   | 6 | 1 | 2 | 3 | 7  | 9  | −2 | 5  |
| 4. | АЗ            | 6 | 0 | 4 | 2 | 4  | 8  | −4 | 4  |

| 16 вересня 2009 20:45 |

| Олімпіакос    | 1:0      | АЗ |
| ------------- | -------- | -- |
| Торосідіс 79' | Протокол |    |

| Караіскакіс, Афіни Глядачів: 29 018 Арбітр: Віктор Кашшаї (Угорщина) |

| 16 вересня 2009 20:45 |

| Стандард                       | 2:3      | Арсенал                               |
| ------------------------------ | -------- | ------------------------------------- |
| Мангаля 3' Йованович 5' (пен.) | Протокол | Бендтнер 45' Вермален 77' Едуардо 81' |

| Моріс Дюфрасне, Льєж Глядачів: 23 022 Арбітр: Едуардо Ітуральде Гонсалес (Іспанія) |

| 29 вересня 2009 20:45 |

| Арсенал                   | 2:0      | Олімпіакос |
| ------------------------- | -------- | ---------- |
| ван Персі 78' Аршавін 86' | Протокол |            |

| Емірейтс Стадіум, Лондон Глядачів: 59 884 Арбітр: Стефан Ланнуа (Франція) |

| 29 вересня 2009 20:45 |

| АЗ              | 1:1      | Стандард     |
| --------------- | -------- | ------------ |
| Ель-Хамдауї 48' | Протокол | Траоре 90+1' |

| ДСБ, Алкмаар Глядачів: 16 373 Арбітр: Вольфганг Штарк (Німеччина) |

| 20 жовтня 2009 20:45 |

| АЗ                     | 1:1      | Арсенал      |
| ---------------------- | -------- | ------------ |
| Мендес да Сільва 90+3' | Протокол | Фабрегас 36' |

| ДСБ, Алкмаар Глядачів: 16 666 Арбітр: Мартін Ганссон (Швеція) |

| 20 жовтня 2009 20:45 |

| Олімпіакос                   | 2:1      | Стандард       |
| ---------------------------- | -------- | -------------- |
| Мітроглу 43' Столтідіс 90+3' | Протокол | де Камарго 37' |

| Караіскакіс, Афіни Глядачів: 29 889 Арбітр: Педру Проенса (Португалія) |

| 4 листопада 2009 20:45 |

| Арсенал                               | 4:1      | АЗ       |
| ------------------------------------- | -------- | -------- |
| Фабрегас 25', 52' Насрі 43' Діабі 72' | Протокол | Ленс 82' |

| Емірейтс Стадіум, Лондон Глядачів: 59 345 Арбітр: Ален Хамер (Люксембург) |

| 4 листопада 2009 20:45 |

| Стандард                  | 2:0      | Олімпіакос |
| ------------------------- | -------- | ---------- |
| Мбокані 31' Йованович 88' | Протокол |            |

| Моріс Дюфрасне, Льєж Глядачів: 24 787 Арбітр: Нікола Ріццолі (Італія) |

| 24 листопада 2009 |

| АЗ | 0:0      | Олімпіакос |
| -- | -------- | ---------- |
|    | Протокол |            |

| ДСБ, Алкмаар Глядачів: 16 213 Арбітр: Альберто Ундіано Мальєнко (Іспанія) |

| 24 листопада 2009 20:45 |

| Арсенал                  | 2:0      | Стандард |
| ------------------------ | -------- | -------- |
| Насрі 35' Денілсон 45+2' | Протокол |          |

| Емірейтс Стадіум, Лондон Глядачів: 59 941 Арбітр: Конрад Плауц (Австрія) |

| 9 грудня 2009 20:45 |

| Олімпіакос   | 1:0      | Арсенал |
| ------------ | -------- | ------- |
| Леонардо 47' | Протокол |         |

| Караіскакіс, Афіни Глядачів: 30 277 Арбітр: Лусіліу Батішта (Португалія) |

| 9 грудня 2009 20:45 |

| Стандард    | 1:1      | АЗ       |
| ----------- | -------- | -------- |
| Болат 90+5' | Протокол | Ленс 42' |

| Моріс Дюфрасне, Льєж Глядачів: 24 359 Арбітр: Мартін Аткінсон (Англія) |